# Сухая, Ружена
Ружена Сухая (чеш. Růžena Suchá; 19 октября 1907 — 7 октября 1989) — чехословацкая шахматистка, международный мастер (1954) среди женщин.
Неоднократная чемпионка Чехословакии. На зональном турнире (1954) в Лейпциге — 1—2-е места, в турнире претенденток (1955) — 19-е место. Участница международного турнира в Тбилиси (1960).